# حبیب‌الله آقازاده
حبیب‌الله آقازاده(متولد:۱۲۶۲ش،ارومیه-مرگ:۱۳۳۹ش،تبریز) روزنامه‌نگار و سیاستمدار معاصر ایرانی است.
آقازاده در سال ۱۲۶۲ش از پدر و مادری از ایل افشار در ارومیه زاده شد.پدرش از طایفه ایمانلو و مادرش از طایفه گوندوزلو بود.او هیئت نشر معارف را در سال ۱۳۲۸ق با کمک عده‌ای از روشنفکران ارومیه چون محمود غنی‌زاده تشکیل داد.در این اوقات مدیریت داخلی نشریه فریاد را به عهده گرفت. او به دلیل افشای ماهیت روس‌ها در ایران در این نشریه تحت تعقیب قرار گرفت و به سفارت عثمانی پناهنده شد.به کمک حاکم ارومیه از آنجا به تهران رفت سپس به تبریز رفته و در سال ۱۳۰۷ به عنوان نماینده مجلس موسسان انتخاب شد.